# Авдеевка (Хвастовичский район)
Авде́евка — деревня в Хвастовичском районе Калужской области, административный центр сельского поселение «Деревня Авдеевка».

## Население
| 2002 | 2010 |
| ---- | ---- |
| 174  | ↘116 |

Авдеевка расположена примерно в 27 км (по шоссе) на запад от райцентра, высота центра деревни над уровнем моря — 198 м.
На 2016 год в Авдеевке 2 улицы и 2 переулка. Действуют библиотека, фельдшерско-акушерский пункт, отделение связи и магазин.

## Этимология
Название Авдеевка, скорее всего, происходит от имени Авдей (Овадия) или фамилии Авдеевы, которое переводится с иврита на русский как «служащий богу, раб Господа».

## История
Населённый пункт образован в конце 19 века.